# Учами (Полигусовский сельсовет)
Учами (фактория Учами) — фактически прекративший существование посёлок в Эвенкийском районе Красноярского края.
До 2002 года согласно Закону об административно-территориальном устройстве Эвенкийского автономного округа — село.

## География
Располагался в верховьях реки Учами, на правом берегу реки Учами, на слиянии рек Дускан и Учами.

## История
Совместно с посёлком Полигусом образовывал муниципальное образование посёлок Полигус, в границах сельсовета было образовано сельское поселение посёлок Полигус и до 2011 года на уровне административно-территориального устройства входил в Полигусовского сельсовета. 
В 2010 году был принят реестр административно-территориальных единиц и территориальных единиц Красноярского края, посёлок Учами в нём учтён не был.
В 2011 году в новом законе об установлении границ Эвенкийского муниципального района посёлок также не был учтён.
Официальные документы об упразднении данного населённого пункта отсутствуют.
В ОКАТО посёлок учитывался до конца 2011 года.

## Население
По данным переписи 2002 года населения не было.